# Niedergasse 9 (Stolberg)

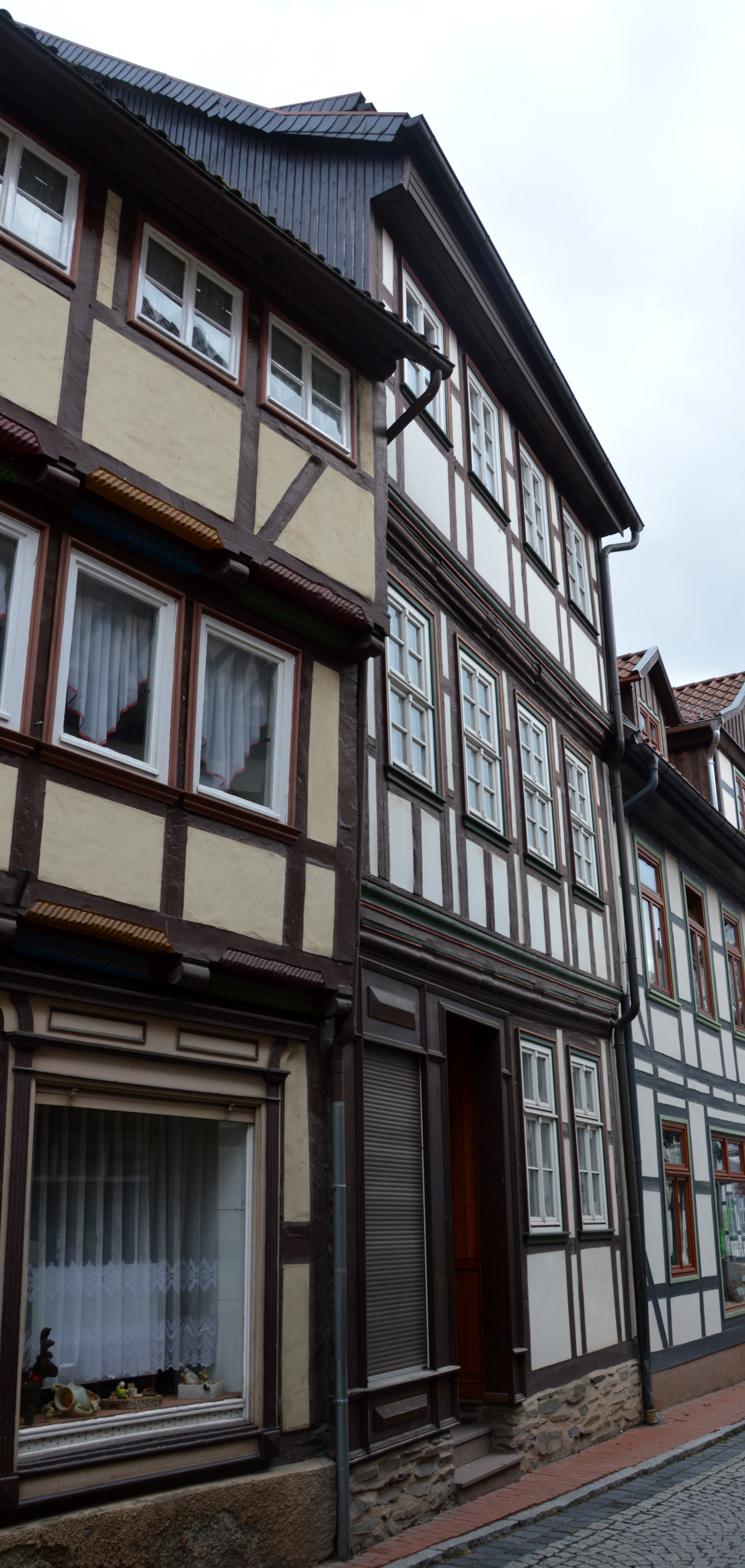
Haus Niedergasse 9

Das Haus Niedergasse 9 ist ein denkmalgeschütztes Wohnhaus in Stolberg (Harz) in der Gemeinde Südharz in Sachsen-Anhalt.

## Lage
Es befindet sich im nördlichen Teil an einem Engpass der Niedergasse auf ihrer östlichen Seite in der Altstadt von Stolberg. Unmittelbar nördlich grenzt das gleichfalls denkmalgeschützte Haus Niedergasse 7, südlich das Haus Niedergasse 11 an.

## Architektur und Geschichte
Das dreigeschossige Fachwerkhaus entstand vermutlich im 17. Jahrhundert, wobei das obere Stockwerk später umgebaut wurde. Die oberen Geschosse kragen jeweils etwas vor und verfügen über profilierte Stockschwellen. Im Erdgeschoss besteht auf der linken Seite ein Ladeneinbau. Die Dreigeschossigkeit ist für die Straße ungewöhnlich, findet sich jedoch auch beim nördlich angrenzenden Nachbarhaus.
Im örtlichen Denkmalverzeichnis ist das Wohnhaus seit dem 30. August 2000 unter der Erfassungsnummer 094 30281 als Baudenkmal verzeichnet. Der Wohnhaus gilt als kulturell-künstlerisch sowie städtebaulich bedeutsam.